# القرن 14 ق م

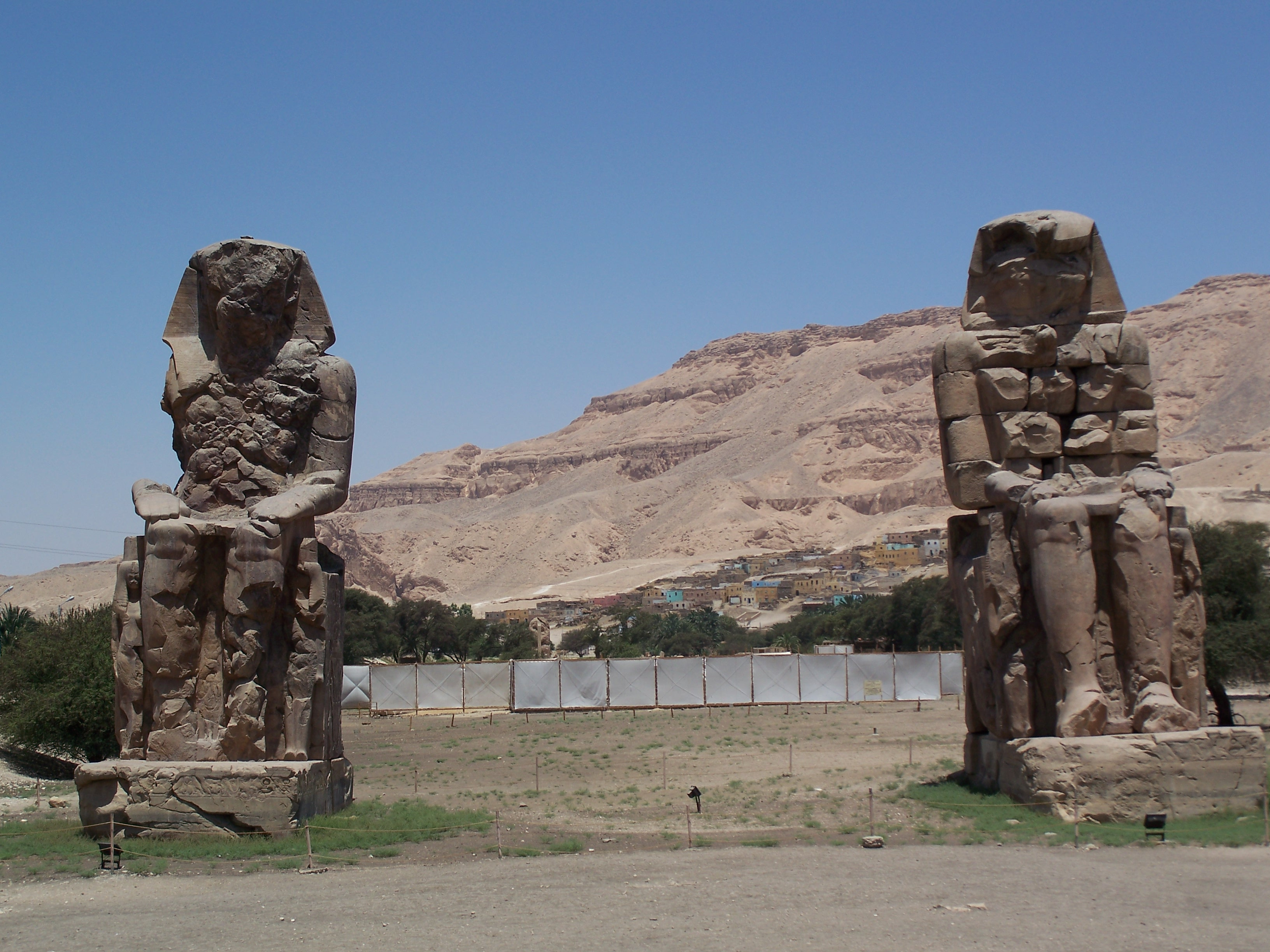
تمثالا ممنون في مصر

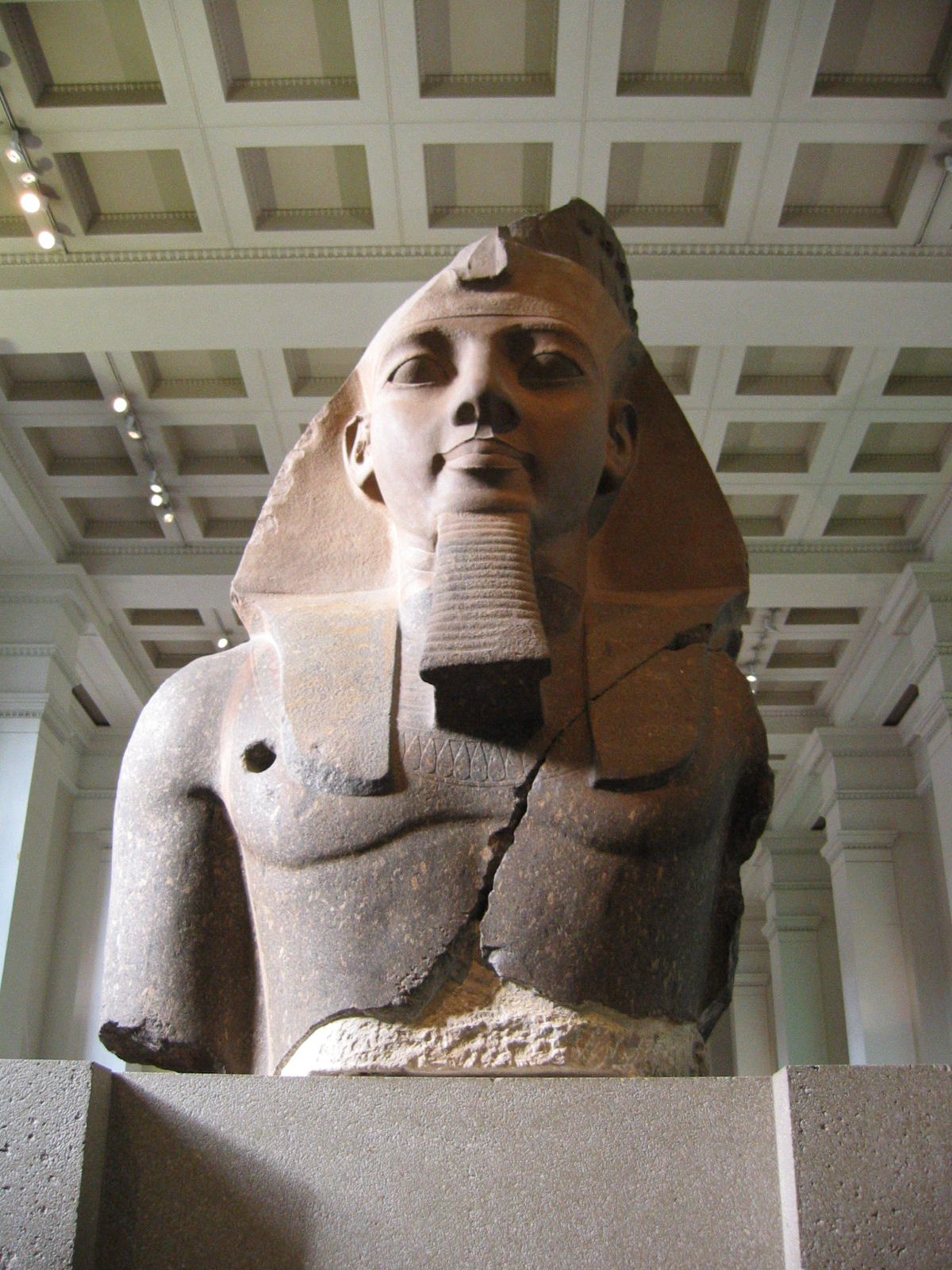
تمثال ممنون الأصغر

قرن 14 ق.م هو القرن الذي امتد من 1400 ق.م إلى 1301 ق.م.

## بعض الأعمال من القرن 14 قبل ق م
- تمثال نفرتيتي
- رسائل تل العمارنة
- تمثالا ممنون

## أعلام
- بنثو